# Суржина, Нонна Андреевна
Нонна Андреевна Суржина́ (укр. Нонна Андріївна Суржина; род. 17 октября 1937 года, г. Днепропетровск, УССР, СССР) — советская, украинская оперная певица (меццо-сопрано), педагог. Народная артистка СССР (1976). Лауреат Государственной премии Украинской ССР им. Т. Г. Шевченко (1978).

## Биография
Родилась 17 октября 1937 года в Днепропетровске (ныне Днепр, Украина).
Начальное музыкальное образование получила на вокальном отделении Днепропетровского музыкального училища имени М. И. Глинки (ныне Днепропетровская академия музыки им. М. Глинки). В 1964 году окончила Харьковский институт искусств имени И. П. Котляревского по классу пения у П. В. Голубева.
С 1963 года — солистка Харьковского театра оперы и балета им. Н. Лысенко, с 1974 — Днепропетровского театр оперы и балета.
Выступала с концертными программами. В репертуаре классические камерно-вокальные произведения и сочинения зарубежных и советский композиторов.
Гастролировала по городам СССР и за рубежом: Италия, Испания, Финляндия, Югославия, Франция и др.
С 1974 года преподаёт в Днепропетровском музыкальном училище имени М. И. Глинки (доцент).
Организатор и бессменный сопредседатель (с В. Буймистером) жюри конкурса имени Б. Р. Гмыри.
В 2013 году вышла книга из серии «Выдающиеся музыканты Днепропетровщины» «Нонна Суржина».

## Награды и звания
- Заслуженная артистка Украинской ССР (1968)
- Народная артистка Украинской ССР (1975)
- Народная артистка СССР (1976)
- Государственная премия Украинской ССР им. Т. Г. Шевченко (1978) — за исполнение партии Соломии в оперном спектакле «Богдан Хмельницкий» К. Ф. Данькевича
- Орден Святого Станислава V степени с вручением Рыцарского Креста (Украинская Ассоциация Кавалеров Ордена Святого Станислава, 2001)[7]

## Оперные партии
- «Богдан Хмельницкий» К. Ф. Данькевича — Соломия
- «Пиковая дама» П. И. Чайковского —  Графиня и Полина
- «Евгений Онегин» П. И. Чайковского — Ольга
- «Борис Годунов» М. П. Мусоргского — Марина Мнишек
- «Князь Игорь» А. П. Бородина) — Кончаковна
- «Коммунист» Д. Л. Клебанова) — Анюта
- «Царская невеста» Н. А. Римского-Корсакова — Любаша
- «Снегурочка» Н. А. Римского-Корсакова — Весна и Лель
- «Тихий Дон» И. И. Дзержинского — Аксинья
- «Кармен» Ж. Бизе — Кармен
- «В бурю» Т. Н. Хренникова — Косова
- «Аида» Дж. Верди — Амнерис
- «Дон Карлос» Дж. Верди — Эболи
- «Трубадур» Дж. Верди — Азучена
- «Орлеанская дева» П. И. Чайковского —  Иоанна
- «Оптимистическая трагедия» А. Н. Холминова — Комиссар
- «Фауст» Ш. Гуно — Зибель
- «Мадам Баттерфляй» Дж. Пуччини — Сузуки
- «Мазепа» П. И. Чайковского — Мотря Кочубей